# Weißflügel-Hausfledermaus
| 1 | · | 1 | · | 1-2 | · | 3 | = 30-32 |
| 3 | · | 1 | · | 2   | · | 3 | = 30-32 |

Die Weißflügel-Hausfledermaus (Scotoecus albofuscus) ist ein Fledertier in der Familie der Glattnasen, das in Afrika vorkommt.

## Merkmale
Wie der deutsche Name andeutet, ist die Art durch weiße Flügel gekennzeichnet, die braune Kanten besitzen. Das Fell der Oberseite hat eine helle rehbraune Farbe und die Unterseite ist von hellerem Fell bedeckt. Ein Exemplar aus Südafrika war mit Schwanz 85 mm lang, die Schwanzlänge betrug 32 mm und die Unterarme waren 31 mm lang. Das Tier hatte 8 mm lange Hinterfüße, 9 mm lange Ohren und ein Gewicht von 7,9 g. Bei Individuen die 1974 gemessen wurden, waren die Werte geringer.

## Verbreitung und Lebensweise
Die Weißflügel-Hausfledermaus ist aus Westafrika von Senegal bis Nigeria sowie aus Ostafrika von Uganda und Kenia bis ins östliche Südafrika bekannt. Die Art wurde weiterhin im Sudan registriert. Als Habitat dienen Wälder und andere Landschaften mit einem Bewuchs aus Bäumen und Büschen. Vermutlich besucht die Fledermaus trockene Savannen.
Zur Lebensweise liegen nur sehr wenige Informationen vor. Die Art ruht am Tage im dichten Blätterwerk. Da ihr Flug schnell und gerade ist, wird angenommen, dass sie über offenen Landschaften sowie über den Baumkronen jagt. Die Weißflügel-Hausfledermaus hat Schnabelkerfe, Käfer, Schmetterlinge, Zweiflügler und andere fliegende Insekten als Beute. Ein in Südafrika kurz zuvor eingefangenes Weibchen hatte im späten November einen Wurf mit Zwillingen.

## Status
Die Weißflügel-Hausfledermaus konnte in verschiedenen Nationalparks registriert werden. Sie wird von der IUCN mit „ungenügende Datengrundlage“ (Data Deficient) gelistet.